# Skärmlavendel
Skärmlavendel, även kallad fjärilslavendel (Lavandula stoechas), är en kransblommig växtart som beskrevs av Carl von Linné. Arten ingår i släktet lavendlar, och familjen kransblommiga växter. Inga underarter finns listade i Catalogue of Life.
Arten är känd för sina fjärilslika och smala kronblad, som sticker ut ur toppen av dess smala stjälk. Arten är ettårig.
Skärmlavendel växer vilt på Iberiska halvön samt i Marocko och västra delen av Turkiet. Den växer inte vilt i Sverige men är vanlig i odlad form, exempelvis i rabatter eller som balkongväxt (se även fjärilslavendel nedan).

## Underarter
Det finns fyra underarter av skärmlavendel:
- Lavandula stoechas/pedunculata subsp. atlantica (Braun-Blanq.) Romo
- Lavandula stoechas/pedunculata subsp. cariensis (Boiss.) Upson & S.Andrews
- Lavandula stoechas/pedunculata subsp. lusitanica (Chaytor) Franco
- Lavandula stoechas/pedunculata subsp. pedunculata
- Lavandula stoechas/pedunculata subsp. sampaiana (Rozeira) Franco

Fjärilslavendel är ett vanligt namn för odlad lavendel av den här arten. Rent botaniskt kan den klassas som en underart med beteckningen Lavandula stoechas ssp. pedunculata.

## Bilder

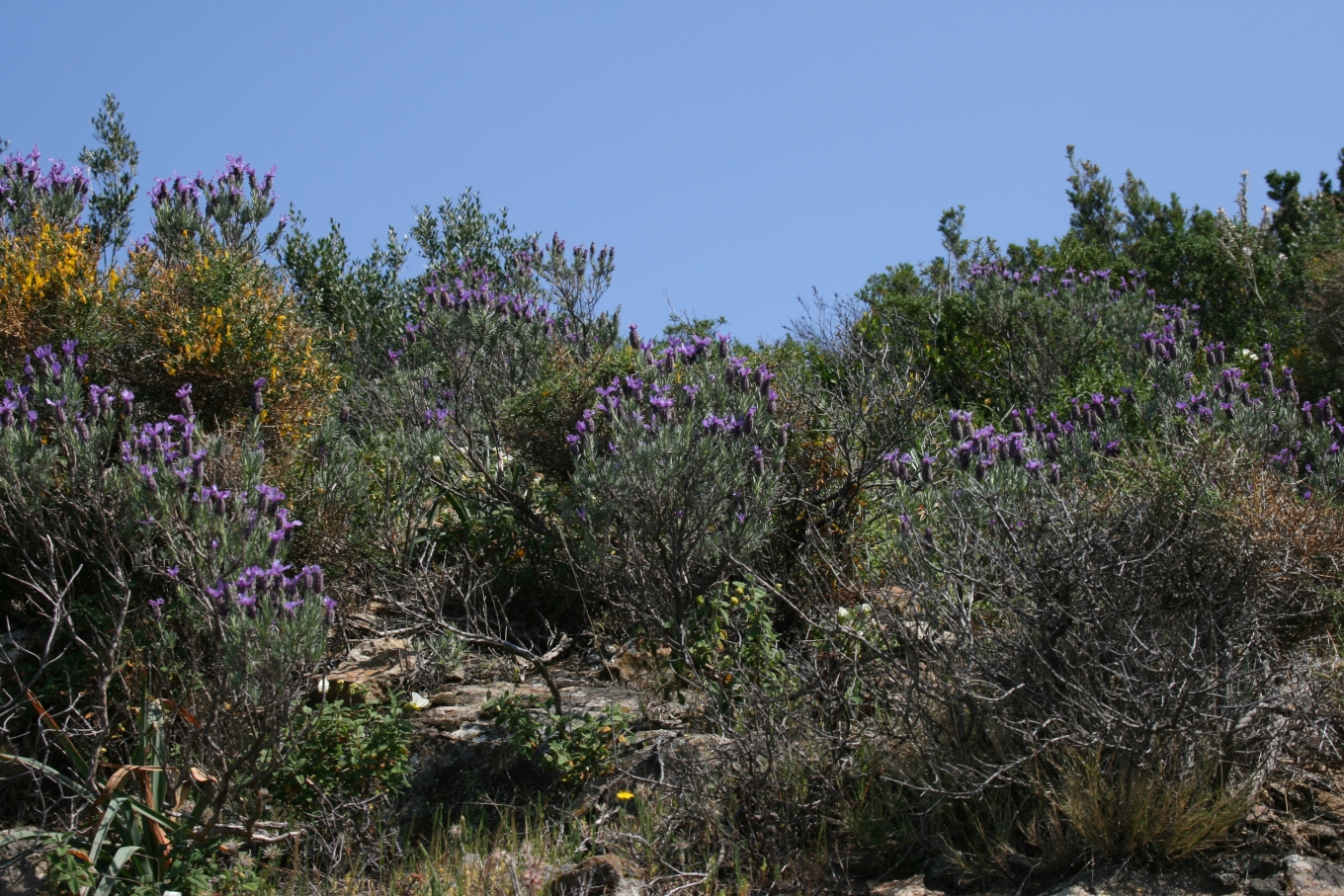
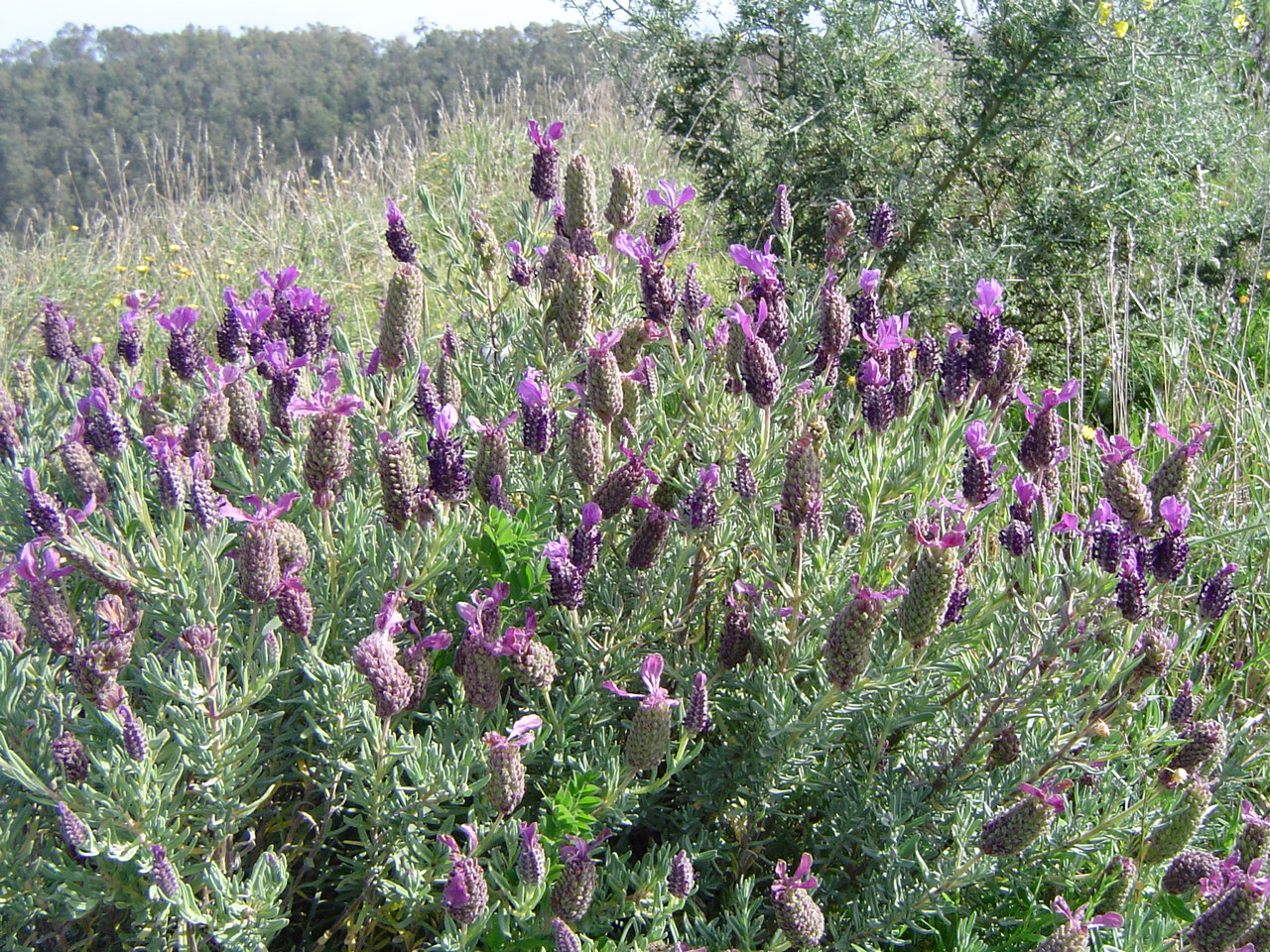
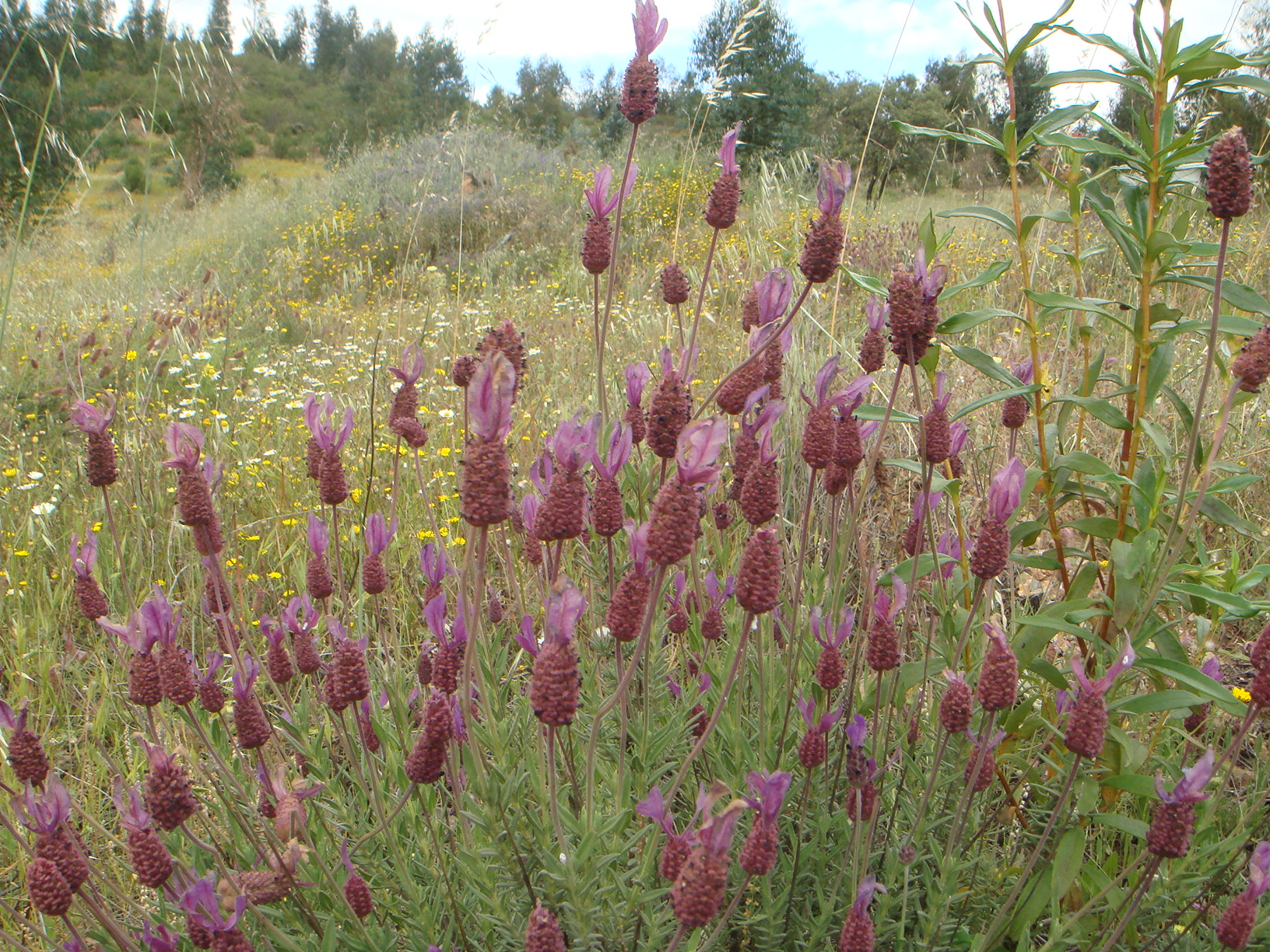
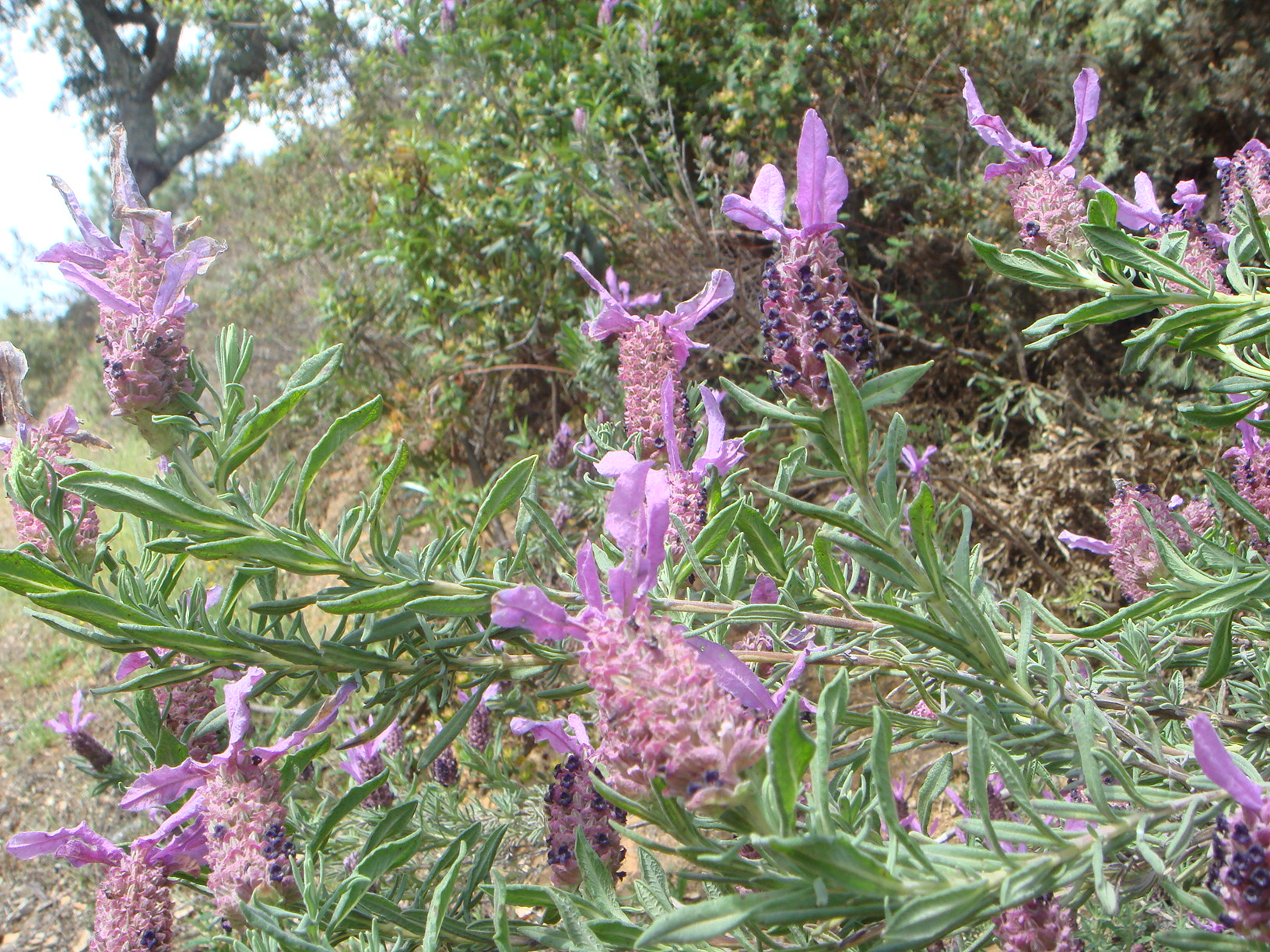
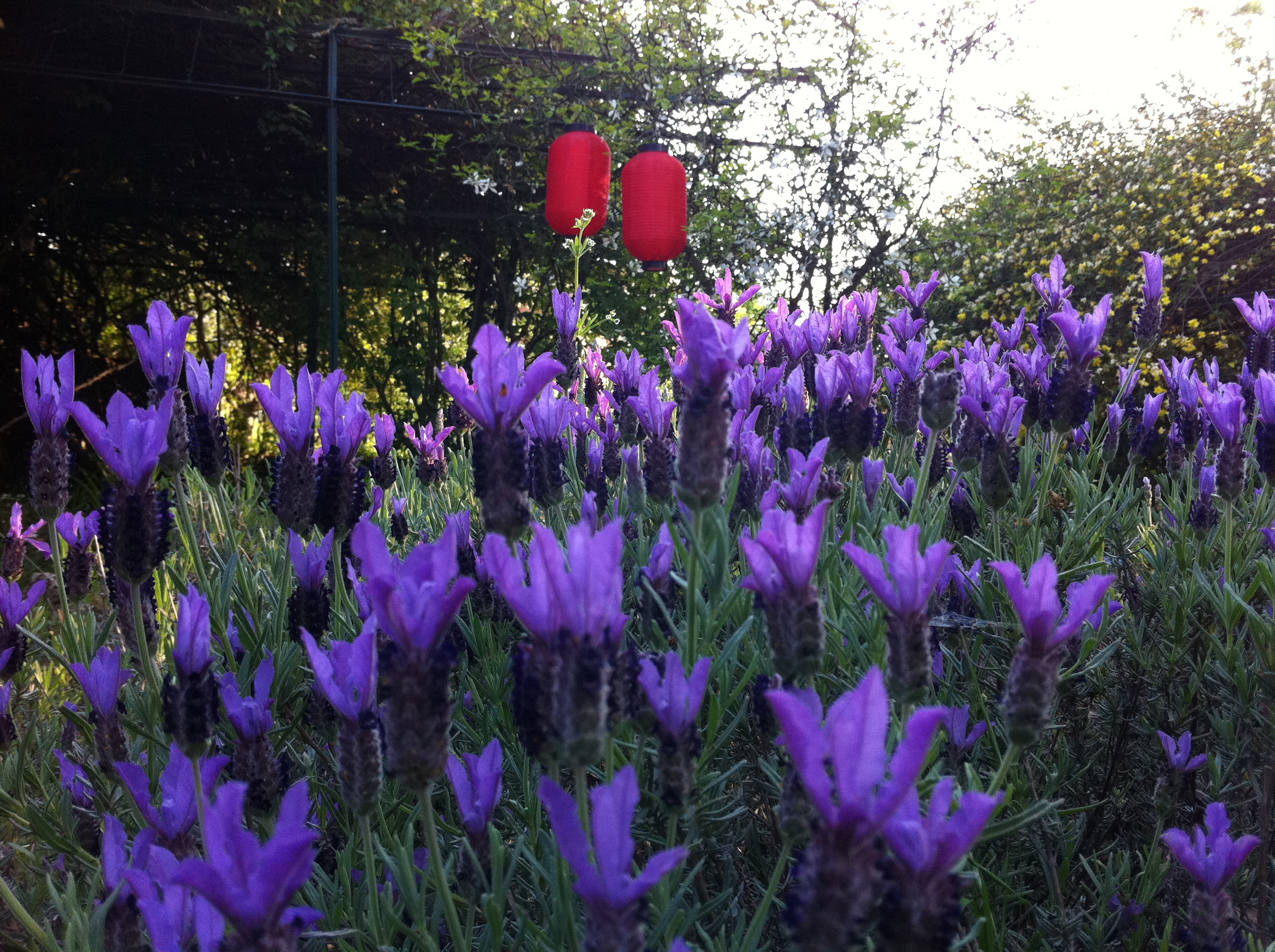